# Старобалтачевский сельсовет
Старобалтачевский сельсовет — муниципальное образование в Балтачевском районе Башкортостана.

## История
В 1989 году из Старобалтачевского сельсовета был выделен Кумьязинский сельсовет с тремя населенными пунктами
Указ Президиума Верховного Совета Башкирской АССР от 27.09.1989 г. N 6-2/329 «Об образовании Кумьязинского сельсовета в Балтачевском районе» гласит:

1. Образовать в Балтачевском районе Кумьязинский сельсовет с административным центром в деревне Кумьязы.
2. Включить в состав Кумьязинского сельсовета деревни Кумьязы, Староиликеево, Тактаево, исключив их из Старобалтачевского сельсовета.

3. Установить границу Кумьязинского сельсовета согласно представленной схематической карте.
Согласно «Закону о границах, статусе и административных центрах муниципальных образований в Республике Башкортостан» имеет статус сельского поселения.
В 2008 году произошло возвращение в Старобалтачевский сельсовет Кумьязинского, с теми же тремя н.п.
Закон Республики Башкортостан от 19.11.2008 N 49-з «Об изменениях в административно-территориальном устройстве Республики Башкортостан в связи с объединением отдельных сельсоветов и передачей населённых пунктов», ст.1 п.8) а)гласит:

 "Внести следующие изменения в административно-территориальное устройство Республики Башкортостан:
 объединить Старобалтачевский и Кумьязинский сельсоветы с сохранением наименования «Старобалтачевский» с административным центром в селе Старобалтачево.
Включить деревни Кумьязы, Староиликеево, Туктаево Кумьязинского сельсовета в состав Старобалтачевского сельсовета.

Утвердить границы Старобалтачевского сельсовета согласно представленной схематической карте.

Исключить из учётных данных Кумьязинский сельсовет

## Население
| 2002  | 2009  | 2010  | 2012  | 2013  | 2014  | 2015  |
| ----- | ----- | ----- | ----- | ----- | ----- | ----- |
| 7073  | ↗7716 | ↘6942 | ↘6852 | ↘6804 | ↘6732 | ↗6866 |
| 2016  | 2017  |       |       |       |       |       |
| ↗6892 | ↗6967 |       |       |       |       |       |

## Состав сельского поселения
| № | Населённый пункт | Тип населённого пункта       | Население |
| - | ---------------- | ---------------------------- | --------- |
| 1 | Старобалтачево   | село, административный центр | ↗7022     |
| 2 | Кумьязы          | деревня                      | ↘532      |
| 3 | Староякшеево     | деревня                      | ↘528      |
| 4 | Староиликеево    | деревня                      | ↘169      |
| 5 | Туктаево         | деревня                      | ↘115      |